# Il computer di Dio
Il computer di Dio è un insieme di saggi scritti dal docente universitario di logica matematica Piergiorgio Odifreddi. Nel libro vengono raccolti alcuni articoli pubblicati dall'autore su diversi giornali italiani e altri composti esplicitamente per il libro.
Dato il suo carattere antologico, che incorpora lavori scritti dall'autore nell'arco di alcuni anni, nel libro non vi è un vero filo conduttore se non quello della divulgazione scientifica. La maggior parte degli articoli trattano di problemi e tematiche riguardanti la matematica anche se alcuni articoli trattano di tematiche come l'intelligenza artificiale o la biologia.
Il libro è organizzato in capitoli e ogni capitolo è dedicato a un macro argomento. Il libro non si preoccupa di approfondire i temi e sviscerare tutte le problematiche dei temi trattati quanto piuttosto di instillare nel lettore la curiosità per la scienza fornendogli una gran varietà di spunti che il lettore potrà approfondire. 
Pur derivando da articoli per giornali, la maggior parte delle tematiche affrontate dal libro saranno probabilmente sconosciute a un lettore non appassionato a scienza e matematica: in effetti il libro è indirizzato principalmente a un pubblico vasto e non a profondi conoscitori della materia, anche se pure questi ultimi potranno trovarvi alcune "chicche". L'utilizzo di un linguaggio semplice e lineare, lo scarso uso di equazioni o schemi complessi, e in generale la politica di evitare tecnicismi e formalismi non indispensabili rende il libro godibile da leggere e leggero. 

## Edizioni
- Piergiorgio Odifreddi, Il computer di Dio. Pensieri di un matematico impertinente, collana Scienza e Idee, Raffaello Cortina Editore, 2000,  p. 267, ISBN 88-7078-663-3.